# Cunipert
Cunipert známý jako Pobožný (660–700 Pavia) byl lombardský králem Itálie, který vládl v letech 688 až 700.

## Životopis
Cunipert byl synem a nástupcem katolického krále Perctarita. Během exilu svého otce byl v zajetí v Beneventu se svou matkou Rosalindou. Cunipert je spojován s trůnem svého otce od roku 678, kdy zákony regionální rady Milána odkazují na „dva panovníky vládnoucí společně“. Jediným vládnoucím králem se stal po smrti svého otce, v roce 688.

## Alahisova uzurpace
Alahis, vévoda z Trentu a Brescie, který se vzbouřil proti svému otci, využil Cunipertovy nepřítomnosti a zmocnil se královského paláce v Pavii, v němž se nechal stranou proariánských šlechticů dosadit na trůn langobardského království. Cunipert se včas dostal do bezpečí na ostrov Comacina na Comském jezeře. Biskup Damien se pokousil navázat vztahy s uzurpujícím Alahisem, ale jeho iniciativa byla novým králem odmítnuta, proto se biskup postavil do čela katolického protestního hnutí požadujícího návrat Cuniperta. V roce 689 Alahis vyjel z Pavie zkontrolovat své vojenské jednotky, Cunipert využil situace a město obsadil. Alahis se odmítl vzdát trůnu a tak byl severně od Milána, v bitvě u Cornate d'Adda se svými furlanskými spojenci poražen a zabit.

## Konec schizmatu
Poté Cunipert v Pavii shromáždil zástupce katolíků a členy Tří kapitol. Shromáždění zdůraznilo důležitost pouze jednoho křtu a jediného náboženství, což v roce 698 ukončilo schizma, které dělilo langobardskou církev v Itálii.
V roce 689 Cunipert na svém dvoře přijal Cædwalla, bývalého krále Wessexu na jeho cestě do Říma. Ještě v roce 695 porazil Ansfrida, uchvatitele Furlanska a poté vládl v Pavii, v míru až do své smrti v roce 700. Cunipert byl prvním langobardským králem, který razil mince se svou podobiznou.
Na trůnu lombardského království ho následoval jeho syn Liutpert. Byl ještě nezletilým a tak vládl pod regentstvím vévody Anspranda.